# Quốc lộ 21
Quốc lộ 21 (hay Quốc lộ 21A để phân biệt với quốc lộ 21B và quốc lộ 21C) là một tuyến đường bộ cấp quốc gia của Việt Nam. Đây là tuyến quốc lộ nối liền Thủ đô Hà Nội với 3 tỉnh Hòa Bình, Hà Nam và Nam Định
Trước đây đường này có điểm đầu là ngã ba giao cắt với đường quốc lộ 32 ở cửa ngõ vào thị xã Sơn Tây. Sau khi thành lập đường Hồ Chí Minh, đoạn Quốc lộ 21 từ xã Đường Lâm, thị xã Sơn Tây qua huyện Chương Mỹ đến ngã ba Làng Sỏi trở thành một đoạn của con đường xuyên Việt này.
Quốc lộ 21 hiện có điểm đầu là ngã ba giao cắt với đường đường Hồ Chí Minh, trước cửa ngõ vào thị trấn Chi Nê, Lạc Thủy, Hòa Bình và điểm cuối là thị trấn Thịnh Long, huyện Hải Hậu, tỉnh Nam Định.
Đi qua Hà Nội, Hòa Bình, Hà Nam và tỉnh Nam Định. Đường quốc lộ 21 gặp Quốc lộ 1 tại thành phố Phủ Lý tỉnh Hà Nam. Đoạn từ Phủ Lý về đến thành phố Nam Định đường 21 chạy song song với đường sắt Thống Nhất. Đoạn cuối cùng nối với đường quốc lộ 10 tại thành phố Nam Định tỉnh Nam Định. Điểm cuối cùng của đường này là thị trấn Thịnh Long huyện Hải Hậu tỉnh Nam Định, gần cửa biển Lạch Giang của sông Ninh Cơ.
Quốc lộ 21 đi qua các huyện, thị xã và thành phố sau: Sơn Tây - Thạch Hòa (Thạch Thất) - Quốc Oai - Lương Sơn - Xuân Mai (Chương Mỹ) - Ba Hàng Đồi (Lạc Thủy) - Đường Hồ Chí Minh - Chi Nê (Lạc Thủy) - Kim Bảng - Phủ Lý - Thanh Liêm - Bình Mỹ (Bình Lục) - Nam Định -Nam Trực - Cổ Lễ (Trực Ninh) - Xuân Trường - Yên Định (Hải Hậu) - Cồn (Hải Hậu) - Thịnh Long (Hải Hậu).
Quốc lộ 21A rất hay bị nhầm lẫn với quốc lộ 21B và quốc lộ 21C bởi vì luôn có ít nhất 2 trong 3 tuyến trên cùng đi qua các Hà Nội, Hà Nam, Nam Định và Ninh Bình.